# گوادالوپه وربیس
گوادالوپه وربیس (انگلیسی: Guadalupe Worbis؛ زادهٔ ۱۲ دسامبر ۱۹۸۳) بازیکن فوتبال اهل مکزیک است.
از باشگاه‌هایی که در آن بازی کرده‌است می‌توان به واشینگتن اسپیریت اشاره کرد.
وی همچنین در تیم‌های ملی فوتبال تیم ملی زنان زیر ۲۰ سال مکزیک و زنان مکزیک بازی کرده‌است.